# Mauritius op de Gemenebestspelen

Vlag van Mauritius

Mauritius is een van de landen die deelneemt aan de Gemenebestspelen (of Commonwealth Games). Sinds 1958 heeft Mauritius zestienmaal deelgenomen. In totaal over deze zestien edities won Mauritius achttien medailles.

## Medailles
| Mauritius op de Gemenebestspelen | Mauritius op de Gemenebestspelen | Mauritius op de Gemenebestspelen | Mauritius op de Gemenebestspelen | Mauritius op de Gemenebestspelen | Mauritius op de Gemenebestspelen |
| -------------------------------- | -------------------------------- | -------------------------------- | -------------------------------- | -------------------------------- | -------------------------------- |
| Jaar                             | Goud                             | Zilver                           | Brons                            | Totaal                           | Rang                             |
| 1958                             | -                                | -                                | -                                | -                                | /                                |
| 1962                             | -                                | -                                | -                                | -                                | /                                |
| 1966                             | -                                | -                                | -                                | -                                | /                                |
| 1970                             | -                                | -                                | -                                | -                                | /                                |
| 1974                             | -                                | -                                | -                                | -                                | /                                |
| 1978                             | -                                | -                                | -                                | -                                | /                                |
| 1982                             | -                                | -                                | -                                | -                                | /                                |
| 1986                             | -                                | -                                | -                                | -                                | /                                |
| 1990                             | -                                | -                                | -                                | -                                | /                                |
| 1994                             | -                                | -                                | -                                | -                                | /                                |
| 1998                             | 1                                | 1                                | 2                                | 4                                | 16                               |
| 2002                             | -                                | -                                | 1                                | 1                                | 33                               |
| 2006                             | -                                | 3                                | -                                | 3                                | 23                               |
| 2010                             | -                                | -                                | 2                                | 2                                | 31                               |
| 2014                             | -                                | 1                                | 1                                | 2                                | 27                               |
| 2018                             | -                                | 1                                | -                                | 1                                | 34                               |
| 2022                             | -                                | 3                                | 2                                | 5                                | 27                               |